# Lista siturilor arheologice din județul Botoșani - H
Lista siturilor arheologice din județul Botoșani - H conține toate siturile arheologice din județul Botoșani înscrise în Repertoriul Arheologic Național (RAN) și aflate în localități al căror nume începe cu litera H. RAN este administrat de Ministerul Culturii și Patrimoniului Național și cuprinde date științifice, cartografice, topografice, imagini și planuri, precum și orice alte informații privitoare la zonele cu potențial arheologic, studiate sau nu, încă existente sau dispărute.
Puteți căuta un sit din localitățile care încep cu litera H folosind formularul de mai jos sau puteți naviga prin toate siturile din județ la Lista siturilor arheologice din județul Botoșani.
| Cod RAN                                  | Denumire | Localitate                               | Adresă                               | Datare                                             | Descoperit                                      | Coordonate                                    | Imagine           | Erori            |
| ---------------------------------------- | --- | ---------------------------------------- | ------------------------------------ | -------------------------------------------------- | ----------------------------------------------- | --------------------------------------------- | ----------------- | ---------------- |
| 37556.01.01 (Cod LMI: BT-I-m-B-01787.02) | Situl arheologic de la Havârna - Ciumaș / ansamblu anonim (Categorie: locuire civilă) (Tip: Așezare deschisă)                               | sat Havârna, comuna Havârna              | Ciumaș                               | Cucuteni - A-B                                     | prof. T. Iftimie și N. Jităreanu 1973           | 48°03′16″N 26°38′37″E / 48.05448°N 26.64355°E | Încărcați imagine | Raportați eroare |
| 37556.01.02 (Cod LMI: BT-I-m-B-01787.01) | Situl arheologic de la Havârna - Ciumaș / ansamblu anonim (Categorie: locuire civilă) (Tip: Așezare)                                        | sat Havârna, comuna Havârna              | Ciumaș                               | Sântana de Mureș - Cerneahov sec. IV - V           | prof. T. Iftimie și N. Jităreanu 1973           | 48°03′16″N 26°38′37″E / 48.05448°N 26.64355°E | Încărcați imagine | Raportați eroare |
| 37743.06.01                              | Movila Odaia Veche de la Hlipiceni / ansamblu anonim (Categorie: descoperire funerară) (Tip: Movilă)                                        | sat Hlipiceni, comuna Hlipiceni          | Movila Odaia Veche                   |                                                    | O.L.Șovan 2009                                  | 47°32′54″N 27°04′54″E / 47.54827°N 27.08154°E | Încărcați imagine | Raportați eroare |
| 39140.01.02 (Cod LMI: BT-I-s-B-01789)    | Situl arheologic de la Horlăceni - La Steag / ansamblu anonim (Categorie: locuire civilă) (Tip: Așezare)                                    | sat Horlăceni, comuna Șendriceni         | La Steag                             | Cucuteni - A și B                                  | V. Perian 1960                                  | 47°54′48″N 26°22′00″E / 47.91344°N 26.36657°E | Încărcați imagine | Raportați eroare |
| 39140.01.01 (Cod LMI: BT-I-s-B-01789)    | Situl arheologic de la Horlăceni - La Steag / ansamblu anonim (Categorie: locuire civilă) (Tip: Așezare deschisă)                           | sat Horlăceni, comuna Șendriceni         | La Steag                             | Starčevo-Criș aprox. 5.500-5.000                   | V. Perian 1960                                  | 47°54′48″N 26°22′00″E / 47.91344°N 26.36657°E | Încărcați imagine | Raportați eroare |
| 38526.01.01 (Cod LMI: BT-I-m-B-01790.03) | Situl arheologic de la Horodiștea - În Bâtcă / ansamblu anonim (Categorie: locuire civilă) (Tip: Așezare deschisă)                          | sat Horodiștea, comuna Păltiniș          | În Bâtcă                             | Horodiștea-Gordinești aprox.3.500-2.500 ani        | 1908 1865-1866                                  | 48°14′36″N 26°43′32″E / 48.24332°N 26.72569°E | Încărcați imagine | Raportați eroare |
| 38526.01.02 (Cod LMI: BT-I-m-B-01790.02) | Situl arheologic de la Horodiștea - În Bâtcă / ansamblu anonim (Categorie: locuire civilă) (Tip: Așezare deschisă)                          | sat Horodiștea, comuna Păltiniș          | În Bâtcă                             | Sântana de Mureș - Cerneahov sec. IV-V             | 1908 1865-1866                                  | 48°14′36″N 26°43′32″E / 48.24332°N 26.72569°E | Încărcați imagine | Raportați eroare |
| 38526.01.03 (Cod LMI: BT-I-m-B-01790.01) | Situl arheologic de la Horodiștea - În Bâtcă / ansamblu anonim (Categorie: locuire civilă) (Tip: Așezare fortificată)                       | sat Horodiștea, comuna Păltiniș          | În Bâtcă                             | Lozna-Borniș sec. VI-VII                           | 1908 1865-1866                                  | 48°14′36″N 26°43′32″E / 48.24332°N 26.72569°E | Încărcați imagine | Raportați eroare |
| 38526.01.04 (Cod LMI: BT-I-s-B-01790)    | Situl arheologic de la Horodiștea - În Bâtcă / ansamblu anonim (Categorie: locuire civilă) (Tip: Așezare deschisă)                          | sat Horodiștea, comuna Păltiniș          | În Bâtcă                             | Suceava-Drumul Național                            | 1908 1865-1866                                  | 48°14′36″N 26°43′32″E / 48.24332°N 26.72569°E | Încărcați imagine | Raportați eroare |
| 38526.01.05 (Cod LMI: BT-I-s-B-01790)    | Situl arheologic de la Horodiștea - În Bâtcă / ansamblu anonim (Categorie: locuire civilă) (Tip: Așezare)                                   | sat Horodiștea, comuna Păltiniș          | În Bâtcă                             |                                                    | 1908 1865-1866                                  | 48°14′36″N 26°43′32″E / 48.24332°N 26.72569°E | Încărcați imagine | Raportați eroare |
| 38526.02.01 (Cod LMI: BT-I-m-B-01791.04) | Situl arheologic de la Horodiștea - Sub Dealul Crucii / ansamblu anonim (Categorie: locuire civilă) (Tip: Așezare deschisă)                 | sat Horodiștea, comuna Păltiniș          | Sub Dealul Crucii                    | Cucuteni - A                                       | A. Păunescu, P. Șadurschi, V. Chirica 1974      | 48°13′49″N 26°44′01″E / 48.23014°N 26.73362°E | Încărcați imagine | Raportați eroare |
| 38526.02.02 (Cod LMI: BT-I-m-B-01791.03) | Situl arheologic de la Horodiștea - Sub Dealul Crucii / ansamblu anonim (Categorie: locuire civilă) (Tip: Așezare)                          | sat Horodiștea, comuna Păltiniș          | Sub Dealul Crucii                    | Noua aprox. 1500/1400-1150 ani                     | A. Păunescu, P. Șadurschi, V. Chirica 1974      | 48°13′49″N 26°44′01″E / 48.23014°N 26.73362°E | Încărcați imagine | Raportați eroare |
| 38526.02.03 (Cod LMI: BT-I-m-B-01791.02) | Situl arheologic de la Horodiștea - Sub Dealul Crucii / ansamblu anonim (Categorie: locuire civilă) (Tip: Așezare)                          | sat Horodiștea, comuna Păltiniș          | Sub Dealul Crucii                    | Sântana de Mureș - Cerneahov sec. IV - V           | A. Păunescu, P. Șadurschi, V. Chirica 1974      | 48°13′49″N 26°44′01″E / 48.23014°N 26.73362°E | Încărcați imagine | Raportați eroare |
| 38526.02.04 (Cod LMI: BT-I-s-B-01791)    | Situl arheologic de la Horodiștea - Sub Dealul Crucii / ansamblu anonim (Categorie: locuire civilă) (Tip: Așezare)                          | sat Horodiștea, comuna Păltiniș          | Sub Dealul Crucii                    | sec. XVII - XVIII                                  | A. Păunescu, P. Șadurschi, V. Chirica 1974      | 48°13′49″N 26°44′01″E / 48.23014°N 26.73362°E | Încărcați imagine | Raportați eroare |
| 38526.03.01 (Cod LMI: BT-I-m-B-01792.04) | Movila Lată de la Horodiștea / ansamblu anonim (Categorie: descoperire funerară) (Tip: Movilă)                                              | sat Horodiștea, comuna Păltiniș          | Movila Lată                          |                                                    | O. L. Șovan 2009                                | 48°12′06″N 26°44′23″E / 48.20158°N 26.73982°E | Încărcați imagine | Raportați eroare |
| 39774.01.02 (Cod LMI: BT-I-m-B-01793.02) | Situl arheologic de la Huțani - Mori de Piatră / ansamblu anonim (Categorie: locuire civilă) (Tip: Așezare deschisă)                        | sat Huțani, comuna Vlădeni               | Mori de Piatră                       | dacilor liberi sec. II-III                         | prof. I. Cocuz 1973                             | 47°42′05″N 26°29′35″E / 47.70138°N 26.49293°E | Încărcați imagine | Raportați eroare |
| 39774.01.03 (Cod LMI: BT-I-m-B-01793.01) | Situl arheologic de la Huțani - Mori de Piatră / ansamblu anonim (Categorie: locuire civilă) (Tip: Așezare deschisă)                        | sat Huțani, comuna Vlădeni               | Mori de Piatră                       | Sântana de Mureș - Cerneahov sec. IV - V           | prof. I. Cocuz 1973                             | 47°42′05″N 26°29′35″E / 47.70138°N 26.49293°E | Încărcați imagine | Raportați eroare |
| 39774.01.01 (Cod LMI: BT-I-s-B-01793)    | Situl arheologic de la Huțani - Mori de Piatră / ansamblu anonim (Categorie: locuire civilă) (Tip: Așezare deschisă)                        | sat Huțani, comuna Vlădeni               | Mori de Piatră                       | Noua aprox. 1500/1400-1150 ani                     | prof. I. Cocuz 1973                             | 47°42′05″N 26°29′35″E / 47.70138°N 26.49293°E | Încărcați imagine | Raportați eroare |
| 39140.03.03 (Cod LMI: BT-I-m-B-01837.01) | Situl arheologic de la Horlăceni - La Cetate / ansamblu anonim (Categorie: fortificație) (Tip: Fortificație de pământ)                      | sat Horlăceni, comuna Șendriceni         | La Cetate                            | Suceava-Drumul Național sec. VIII-IX               | A. Nițu și N. Zaharia 1954                      | 47°55′42″N 26°20′01″E / 47.9283°N 26.33356°E  | Încărcați imagine | Raportați eroare |
| 39140.03.02 (Cod LMI: BT-I-m-B-01837.02) | Situl arheologic de la Horlăceni - La Cetate / ansamblu anonim (Categorie: fortificație) (Tip: Așezare deschisă)                            | sat Horlăceni, comuna Șendriceni         | La Cetate                            | Horodiștea-Gordinești aprox.3.500-2.500 ani        | A. Nițu și N. Zaharia 1954                      | 47°55′42″N 26°20′01″E / 47.9283°N 26.33356°E  | Încărcați imagine | Raportați eroare |
| 39140.03.01 (Cod LMI: BT-I-s-B-01837)    | Situl arheologic de la Horlăceni - La Cetate / ansamblu anonim (Categorie: fortificație) (Tip: Așezare deschisă)                            | sat Horlăceni, comuna Șendriceni         | La Cetate                            | Cucuteni aprox. 4.500- 3.500 ani                   | A. Nițu și N. Zaharia 1954                      | 47°55′42″N 26°20′01″E / 47.9283°N 26.33356°E  | Încărcați imagine | Raportați eroare |
| 37556.03.01                              | Așezarea din epoca bronzului de la Havârna - La iaz / ansamblu anonim (Categorie: locuire civilă) (Tip: Așezare)                            | sat Havârna, comuna Havârna              | La Iaz                               | Noua aprox. 1500/1400-1150 ani                     | N. Zaharia 1966                                 | 48°04′46″N 26°36′47″E / 48.07938°N 26.61315°E | Încărcați imagine | Raportați eroare |
| 37556.04.01                              | Așezarea din epoca bronzului de la Havârna - La Bulgărie / ansamblu anonim (Categorie: locuire civilă) (Tip: Așezare deschisă)              | sat Havârna, comuna Havârna              | La Bulgărie                          | Noua aprox. 1500/1400-1150 ani                     | prof. T. Iftimie și N. Jităreanu 1973           | 48°02′43″N 26°40′14″E / 48.04518°N 26.67066°E | Încărcați imagine | Raportați eroare |
| 37556.02.01                              | Movila din Dealul Odăii de la Havârna / ansamblu anonim (Categorie: locuire civilă) (Tip: Movilă)                                           | sat Havârna, comuna Havârna              | Movila din Dealul Odăii              |                                                    | A. Păunescu, P. Șadurschi, V. Chirica 1973      | 48°03′37″N 26°35′05″E / 48.06016°N 26.58466°E | Încărcați imagine | Raportați eroare |
| 37743.02.01                              | Situl arheologic de la Hlipiceni - La Fărcășanu / ansamblu anonim (Categorie: locuire civilă) (Tip: Așezare)                                | sat Hlipiceni, comuna Hlipiceni          | La Fărcășanu                         | Cucuteni - B1                                      | prof. Froicu Petru și C. Sandu 1974             | 47°33′25″N 27°07′53″E / 47.55691°N 27.13144°E | Încărcați imagine | Raportați eroare |
| 37743.02.02                              | Situl arheologic de la Hlipiceni - La Fărcășanu / ansamblu anonim (Categorie: locuire civilă) (Tip: Așezare)                                | sat Hlipiceni, comuna Hlipiceni          | La Fărcășanu                         |                                                    | prof. Froicu Petru și C. Sandu 1974             | 47°33′25″N 27°07′53″E / 47.55691°N 27.13144°E | Încărcați imagine | Raportați eroare |
| 37743.02.03                              | Situl arheologic de la Hlipiceni - La Fărcășanu / ansamblu anonim (Categorie: locuire civilă) (Tip: Așezare)                                | sat Hlipiceni, comuna Hlipiceni          | La Fărcășanu                         | Sântana de Mureș - Cerneahov sec. IV-V             | prof. Froicu Petru și C. Sandu 1974             | 47°33′25″N 27°07′53″E / 47.55691°N 27.13144°E | Încărcați imagine | Raportați eroare |
| 37743.02.04                              | Situl arheologic de la Hlipiceni - La Fărcășanu / ansamblu anonim (Categorie: locuire civilă) (Tip: Așezare)                                | sat Hlipiceni, comuna Hlipiceni          | La Fărcășanu                         | sec. XVII - XVIII                                  | prof. Froicu Petru și C. Sandu 1974             | 47°33′25″N 27°07′53″E / 47.55691°N 27.13144°E | Încărcați imagine | Raportați eroare |
| 38526.04.01                              | Situl arheologic de la Horodiștea - Bobeucă / ansamblu anonim (Categorie: locuire civilă) (Tip: Așezare deschisă)                           | sat Horodiștea, comuna Păltiniș          | Bobeucă                              | Cucuteni aprox. 4.500- 3.500 ani                   | prof. C. Sănduleanu 1973                        | 48°12′55″N 26°44′44″E / 48.21523°N 26.74568°E | Încărcați imagine | Raportați eroare |
| 38526.04.02                              | Situl arheologic de la Horodiștea - Bobeucă / ansamblu anonim (Categorie: locuire civilă) (Tip: Așezare deschisă)                           | sat Horodiștea, comuna Păltiniș          | Bobeucă                              | Horodiștea-Gordinești aprox.3.500-2.500 ani        | prof. C. Sănduleanu 1973                        | 48°12′55″N 26°44′44″E / 48.21523°N 26.74568°E | Încărcați imagine | Raportați eroare |
| 38526.04.03                              | Situl arheologic de la Horodiștea - Bobeucă / ansamblu anonim (Categorie: locuire civilă) (Tip: Așezare)                                    | sat Horodiștea, comuna Păltiniș          | Bobeucă                              | Sântana de Mureș - Cerneahov sec. IV - V           | prof. C. Sănduleanu 1973                        | 48°12′55″N 26°44′44″E / 48.21523°N 26.74568°E | Încărcați imagine | Raportați eroare |
| 38526.04.04                              | Situl arheologic de la Horodiștea - Bobeucă / ansamblu anonim (Categorie: locuire civilă) (Tip: Așezare)                                    | sat Horodiștea, comuna Păltiniș          | Bobeucă                              |                                                    | prof. C. Sănduleanu 1973                        | 48°12′55″N 26°44′44″E / 48.21523°N 26.74568°E | Încărcați imagine | Raportați eroare |
| 39140.02.01                              | Situl arheologic de la Horlăceni - La Cariere / ansamblu anonim (Categorie: locuire civilă) (Tip: Așezare deschisă)                         | sat Horlăceni, comuna Șendriceni         | La Cariere                           | Suceava-Șipot-Botoșana sec. VI-VII                 | Gh. M. Vasiliu 1958                             | 47°55′33″N 26°20′17″E / 47.92593°N 26.33794°E | Încărcați imagine | Raportați eroare |
| 39140.02.02                              | Situl arheologic de la Horlăceni - La Cariere / ansamblu anonim (Categorie: locuire civilă) (Tip: Așezare deschisă)                         | sat Horlăceni, comuna Șendriceni         | La Cariere                           | Suceava-Drumul Național                            | Gh. M. Vasiliu 1958                             | 47°55′33″N 26°20′17″E / 47.92593°N 26.33794°E | Încărcați imagine | Raportați eroare |
| 37556.06.01                              | Așezarea Cucuteni de la Havârna - Dealul Cloncului / ansamblu anonim (Categorie: locuire civilă) (Tip: Așezare)                             | sat Havârna, comuna Havârna              | Dealul Cloncului                     | Cucuteni - A-B                                     | D. Jar 1974                                     | 48°05′50″N 26°38′57″E / 48.09724°N 26.64924°E | Încărcați imagine | Raportați eroare |
| 37556.07.01                              | Situl arheologic de la Havârna - La Murgu / ansamblu anonim (Categorie: locuire civilă) (Tip: Așezare)                                      | sat Havârna, comuna Havârna              | La Murgu                             | Sântana de Mureș - Cerneahov sec. IV - V           | prof. T. Iftimie 1975                           | 48°02′43″N 26°35′47″E / 48.04536°N 26.59645°E | Încărcați imagine | Raportați eroare |
| 37556.07.02                              | Situl arheologic de la Havârna - La Murgu / ansamblu anonim (Categorie: locuire civilă) (Tip: Așezare)                                      | sat Havârna, comuna Havârna              | La Murgu                             | sec. XVII - XVIII                                  | prof. T. Iftimie 1975                           | 48°02′43″N 26°35′47″E / 48.04536°N 26.59645°E | Încărcați imagine | Raportați eroare |
| 37556.08.01                              | Movila din Dealul Cuzoaia I de la Havârna / ansamblu anonim (Categorie: descoperire funerară) (Tip: Movilă)                                 | sat Havârna, comuna Havârna              | Movila din Dealul Cuzoaia I          |                                                    | O. L. Șovan 2009                                | 48°05′57″N 26°38′44″E / 48.09917°N 26.64562°E | Încărcați imagine | Raportați eroare |
| 37627.03.01                              | Situl arheologic de la Hănești - La Moviliță / ansamblu anonim (Categorie: locuire civilă) (Tip: Așezare)                                   | sat Hănești, comuna Hănești              | La Moviliță                          | Cucuteni - A-B și B                                | N. Zaharia și Em. Zaharia 1954                  | 47°54′32″N 26°59′01″E / 47.90895°N 26.98369°E | Încărcați imagine | Raportați eroare |
| 37627.03.03                              | Situl arheologic de la Hănești - La Moviliță / ansamblu anonim (Categorie: locuire civilă) (Tip: Necropolă)                                 | sat Hănești, comuna Hănești              | La Moviliță                          | Sântana de Mureș - Cerneahov sec. IV - V           | N. Zaharia și Em. Zaharia 1954                  | 47°54′32″N 26°59′01″E / 47.90895°N 26.98369°E | Încărcați imagine | Raportați eroare |
| 37627.03.04                              | Situl arheologic de la Hănești - La Moviliță / ansamblu anonim (Categorie: locuire civilă) (Tip: Așezare deschisă)                          | sat Hănești, comuna Hănești              | La Moviliță                          | sec. XV - XVI                                      | N. Zaharia și Em. Zaharia 1954                  | 47°54′32″N 26°59′01″E / 47.90895°N 26.98369°E | Încărcați imagine | Raportați eroare |
| 37627.03.02                              | Situl arheologic de la Hănești - La Moviliță / ansamblu anonim (Categorie: locuire civilă) (Tip: Așezare)                                   | sat Hănești, comuna Hănești              | La Moviliță                          | Horodiștea-Gordinești aprox.3.500-2.500 ani        | N. Zaharia și Em. Zaharia 1954                  | 47°54′32″N 26°59′01″E / 47.90895°N 26.98369°E | Încărcați imagine | Raportați eroare |
| 37627.04.01                              | Necropola din perioada migrațiilor de la Hănești - Vatra satului / ansamblu anonim (Categorie: descoperire funerară) (Tip: Necropolă)       | sat Hănești, comuna Hănești              | Vatra satului                        | Sântana de Mureș - Cerneahov sec. IV - V           | F. Aprotosoaie 1965                             | 47°54′41″N 26°58′31″E / 47.91129°N 26.97538°E | Încărcați imagine | Raportați eroare |
| 37627.05.01                              | Fortificația din perioada migrațiilor de la Hănești - Valul Moldovei de Sus / ansamblu anonim (Categorie: fortificații) (Tip: fortificație) | sat Hănești, comuna Hănești              | Valul Moldovei de Sus                | Sântana de Mureș - Cerneahov sec. IV-V             | 1908 1870                                       | 47°55′49″N 27°01′41″E / 47.93016°N 27.02803°E | Încărcați imagine | Raportați eroare |
| 37627.07.01                              | Situl arheologic de la Hănești - La Iezătură / ansamblu anonim (Categorie: locuire civilă) (Tip: Așezare)                                   | sat Hănești, comuna Hănești              | La Iezătură                          | Sântana de Mureș - Cerneahov sec. IV - V           | N. Zaharia și Em. Zaharia 1953                  | 47°54′50″N 26°58′51″E / 47.91402°N 26.98085°E | Încărcați imagine | Raportați eroare |
| 37627.07.02                              | Situl arheologic de la Hănești - La Iezătură / ansamblu anonim (Categorie: locuire civilă) (Tip: Așezare)                                   | sat Hănești, comuna Hănești              | La Iezătură                          | sec. XVII - XVIII                                  | N. Zaharia și Em. Zaharia 1953                  | 47°54′50″N 26°58′51″E / 47.91402°N 26.98085°E | Încărcați imagine | Raportați eroare |
| 37627.078.01                             | Situl arheologic de la Hănești - Valea Hârtopului / ansamblu anonim (Categorie: locuire civilă) (Tip: Așezare)                              | sat Hănești, comuna Hănești              | Valea Hârtopului                     | Cucuteni - A                                       | F. Aprotosoaie 1973                             | 47°53′54″N 26°58′25″E / 47.89829°N 26.97374°E | Încărcați imagine | Raportați eroare |
| 37627.078.02                             | Situl arheologic de la Hănești - Valea Hârtopului / ansamblu anonim (Categorie: locuire civilă) (Tip: Așezare)                              | sat Hănești, comuna Hănești              | Valea Hârtopului                     | Sântana de Mureș - Cerneahov sec. IV-V             | F. Aprotosoaie 1973                             | 47°53′54″N 26°58′25″E / 47.89829°N 26.97374°E | Încărcați imagine | Raportați eroare |
| 37627.09.01                              | Așezarea medievală de la Hănești - La Hârtop / ansamblu anonim (Categorie: locuire civilă) (Tip: Așezare)                                   | sat Hănești, comuna Hănești              | La Hârtop                            | sec. XVII - XVIII                                  | Em. Zaharia 1945                                | 47°53′22″N 26°58′14″E / 47.88951°N 26.97064°E | Încărcați imagine | Raportați eroare |
| 37627.10.01                              | Situl arheologic de la Hănești - La Biserică / ansamblu anonim (Categorie: locuire civilă) (Tip: Așezare)                                   | sat Hănești, comuna Hănești              | La Biserică                          | Cucuteni aprox. 4.500- 3.500 ani                   | N. Zaharia 1953                                 | 47°54′34″N 26°58′28″E / 47.9094°N 26.97449°E  | Încărcați imagine | Raportați eroare |
| 37627.10.02                              | Situl arheologic de la Hănești - La Biserică / ansamblu anonim (Categorie: locuire civilă) (Tip: Așezare)                                   | sat Hănești, comuna Hănești              | La Biserică                          | Corlăteni - Chișinău aprox. 1.200-800 ani          | N. Zaharia 1953                                 | 47°54′34″N 26°58′28″E / 47.9094°N 26.97449°E  | Încărcați imagine | Raportați eroare |
| 37627.10.03                              | Situl arheologic de la Hănești - La Biserică / ansamblu anonim (Categorie: locuire civilă) (Tip: Necropolă plană)                           | sat Hănești, comuna Hănești              | La Biserică                          | Corlăteni - Chișinău aprox. 1.200-800 ani          | N. Zaharia 1953                                 | 47°54′34″N 26°58′28″E / 47.9094°N 26.97449°E  | Încărcați imagine | Raportați eroare |
| 37627.10.04                              | Situl arheologic de la Hănești - La Biserică / ansamblu anonim (Categorie: locuire civilă) (Tip: așezare deschisă)                          | sat Hănești, comuna Hănești              | La Biserică                          |                                                    | N. Zaharia 1953                                 | 47°54′34″N 26°58′28″E / 47.9094°N 26.97449°E  | Încărcați imagine | Raportați eroare |
| 37681.02.01                              | Așezarea medievală de la Hilișeu-Horia - Cătunul Galați / ansamblu anonim (Categorie: locuire civilă) (Tip: Așezare)                        | sat Hilișeu-Horia, comuna Hilișeu-Horia  | Cătunul Galați                       | sec. XV - XVI                                      | N. Zaharia 1954                                 | 48°00′52″N 26°18′26″E / 48.01458°N 26.30736°E | Încărcați imagine | Raportați eroare |
| 37681.03.01                              | Situl arheologic de la Hilișeu-Horia - Dealul Pietrosul / ansamblu anonim (Categorie: locuire civilă) (Tip: Așezare)                        | sat Hilișeu-Horia, comuna Hilișeu-Horia  | Dealul Pietrosul                     | Gravettian - Final aprox. 28.000/27.000-20.000 ani | N. Zaharia 1954                                 | 48°00′25″N 26°20′11″E / 48.00699°N 26.33635°E | Încărcați imagine | Raportați eroare |
| 37681.03.02                              | Situl arheologic de la Hilișeu-Horia - Dealul Pietrosul / ansamblu anonim (Categorie: locuire civilă) (Tip: așezare deschisă)               | sat Hilișeu-Horia, comuna Hilișeu-Horia  | Dealul Pietrosul                     | Starcevo - Criș aprox. 6.500-5.500 ani             | N. Zaharia 1954                                 | 48°00′25″N 26°20′11″E / 48.00699°N 26.33635°E | Încărcați imagine | Raportați eroare |
| 37681.01.01                              | Necropola hallstattiana de la Hilișeu-Horia - Vatra satului / ansamblu anonim (Categorie: descoperire funerară) (Tip: Necropolă)            | sat Hilișeu-Horia, comuna Hilișeu-Horia  | Vatra satului                        |                                                    | V. Perian 1960                                  | 48°00′03″N 26°18′11″E / 48.00091°N 26.3031°E  | Încărcați imagine | Raportați eroare |
| 37743.03.01                              | Așezarea medievală de la Hlipiceni - Moara Veche / ansamblu anonim (Categorie: locuire civilă) (Tip: Așezare)                               | sat Hlipiceni, comuna Hlipiceni          | Moara Veche                          | sec. XV - XVI                                      | N. Zaharia 1955                                 | 47°35′53″N 27°08′59″E / 47.59808°N 27.14982°E | Încărcați imagine | Raportați eroare |
| 37743.04.01                              | Movila Bătăii de la Hlipiceni / ansamblu anonim (Categorie: descoperire funerară) (Tip: Movilă)                                             | sat Hlipiceni, comuna Hlipiceni          | Movila Bătăii                        |                                                    | A. Păunescu, P. Șadurschi, V. Chirica 1973-1974 | 47°35′12″N 27°07′44″E / 47.58665°N 27.129°E   | Încărcați imagine | Raportați eroare |
| 37789.01.01                              | Movila Burtoasă la Hudești / ansamblu anonim (Categorie: descoperire funerară) (Tip: Tumul)                                                 | sat Hudești, comuna Hudești              | Movila Burtoasă                      |                                                    | prof. C. Jacotă și Gh. Toma 1975                | 48°09′40″N 26°30′17″E / 48.16098°N 26.50471°E | Încărcați imagine | Raportați eroare |
| 37789.02.01                              | Situl arheologic de la Hudești - La Carieră / ansamblu anonim (Categorie: descoperire funerară) (Tip: Așezare)                              | sat Hudești, comuna Hudești              | La Carieră                           | Cucuteni aprox. 4.500- 3.500 ani                   | prof. C. Jacotă 1973                            | 48°08′54″N 26°29′44″E / 48.1484°N 26.49554°E  | Încărcați imagine | Raportați eroare |
| 37789.02.02                              | Situl arheologic de la Hudești - La Carieră / ansamblu anonim (Categorie: descoperire funerară) (Tip: Așezare)                              | sat Hudești, comuna Hudești              | La Carieră                           | Sântana de Mureș - Cerneahov sec. IV - V           | prof. C. Jacotă 1973                            | 48°08′54″N 26°29′44″E / 48.1484°N 26.49554°E  | Încărcați imagine | Raportați eroare |
| 37789.03.01                              | Așezarea Cucuteni de la Hudești - La Cresneanu / ansamblu anonim (Categorie: descoperire funerară) (Tip: Așezare)                           | sat Hudești, comuna Hudești              | La Cresneanu                         | Cucuteni - B                                       | prof. C. Jacotă 1973                            | 48°07′49″N 26°32′42″E / 48.13026°N 26.54499°E | Încărcați imagine | Raportați eroare |
| 37743.05.01                              | Movila de lângă Valea lui Matei de la Hlipiceni / ansamblu anonim (Categorie: descoperire funerară) (Tip: Movilă)                           | sat Hlipiceni, comuna Hlipiceni          | Movila de lângă Valea lui Matei      |                                                    | O.L.Șovan 2009                                  | 47°32′20″N 27°05′21″E / 47.53892°N 27.08927°E | Încărcați imagine | Raportați eroare |
| 37789.04.01                              | Situl arheologic de la Hudești - La Ciacâr / ansamblu anonim (Categorie: locuire civilă) (Tip: Așezare)                                     | sat Hudești, comuna Hudești              | Ciacâr                               | Daci liberi sec. II - III                          | P. Șadurschi 1980                               | 48°07′31″N 26°33′55″E / 48.12536°N 26.56536°E | Încărcați imagine | Raportați eroare |
| 37789.04.02                              | Situl arheologic de la Hudești - La Ciacâr / ansamblu anonim (Categorie: locuire civilă) (Tip: Așezare)                                     | sat Hudești, comuna Hudești              | Ciacâr                               | Sântana de Mureș - Cerneahov sec. IV - V           | P. Șadurschi 1980                               | 48°07′31″N 26°33′55″E / 48.12536°N 26.56536°E | Încărcați imagine | Raportați eroare |
| 38394.01.01                              | Situl arheologic de la Horia - Coada Stâncii / ansamblu anonim (Categorie: locuire civilă) (Tip: Așezare)                                   | sat Horia, comuna Mitoc                  | Coada Stâncii                        |                                                    | P. Miron și înv. I. Pascal 1973                 | 48°07′10″N 26°59′44″E / 48.11947°N 26.99543°E | Încărcați imagine | Raportați eroare |
| 38394.01.02                              | Situl arheologic de la Horia - Coada Stâncii / ansamblu anonim (Categorie: locuire civilă) (Tip: Așezare)                                   | sat Horia, comuna Mitoc                  | Coada Stâncii                        | Sântana de Mureș - Cerneahov sec. IV-V             | P. Miron și înv. I. Pascal 1973                 | 48°07′10″N 26°59′44″E / 48.11947°N 26.99543°E | Încărcați imagine | Raportați eroare |
| 38394.01.03                              | Situl arheologic de la Horia - Coada Stâncii / ansamblu anonim (Categorie: locuire civilă) (Tip: Așezare)                                   | sat Horia, comuna Mitoc                  | Coada Stâncii                        |                                                    | P. Miron și înv. I. Pascal 1973                 | 48°07′10″N 26°59′44″E / 48.11947°N 26.99543°E | Încărcați imagine | Raportați eroare |
| 38394.02.01                              | Situl arheologic de la Horia - La Lutărie / ansamblu anonim (Categorie: locuire civilă) (Tip: Așezare)                                      | sat Horia, comuna Mitoc                  | La Lutărie                           | gravettian (?)                                     | N. N. Moroșan 1938                              | 48°06′53″N 26°59′06″E / 48.11468°N 26.98511°E | Încărcați imagine | Raportați eroare |
| 38394.02.02                              | Situl arheologic de la Horia - La Lutărie / ansamblu anonim (Categorie: locuire civilă) (Tip: Așezare)                                      | sat Horia, comuna Mitoc                  | La Lutărie                           | Cucuteni - A                                       | N. N. Moroșan 1938                              | 48°06′53″N 26°59′06″E / 48.11468°N 26.98511°E | Încărcați imagine | Raportați eroare |
| 38394.02.03                              | Situl arheologic de la Horia - La Lutărie / ansamblu anonim (Categorie: locuire civilă) (Tip: Așezare)                                      | sat Horia, comuna Mitoc                  | La Lutărie                           | Corlăteni - Chișinău                               | N. N. Moroșan 1938                              | 48°06′53″N 26°59′06″E / 48.11468°N 26.98511°E | Încărcați imagine | Raportați eroare |
| 38394.03.01                              | Movila Coasta Odăii de la Mitoc / ansamblu anonim (Categorie: descoperire funerară) (Tip: Tumul)                                            | sat Horia, comuna Mitoc                  | Movila Coasta Odăii                  |                                                    | A. Păunescu, P. Șadurschi, V. Chirica 1973      | 48°06′50″N 26°58′00″E / 48.11382°N 26.96671°E | Încărcați imagine | Raportați eroare |
| 38526.05.01                              | Necropola La Téne de la Horodiștea - Vatra Satului Crăiniceni / ansamblu anonim (Categorie: descoperire funerară) (Tip: Necropolă plană)    | sat Horodiștea, comuna Păltiniș          | Vatra Satului Crăiniceni             | Poienești - Lukașevka sec. II - I                  | prof. C. Sănduleanu 1973                        | 48°14′18″N 26°44′12″E / 48.23838°N 26.73676°E | Încărcați imagine | Raportați eroare |
| 38526.06.01                              | Necropola Latene târziu de la Horodiștea - Vatra satului / ansamblu anonim (Categorie: descoperire funerară) (Tip: Necropolă plană)         | sat Horodiștea, comuna Păltiniș          | Vatra satului                        | Daci liberi sec. II - III                          | V. Perian 1966                                  | 48°14′07″N 26°42′28″E / 48.23532°N 26.70771°E | Încărcați imagine | Raportați eroare |
| 39140.04.01                              | Situl arheologic de la Horlăceni - La Talpan / ansamblu anonim (Categorie: locuire civilă) (Tip: Așezare deschisă)                          | sat Horlăceni, comuna Șendriceni         | La Talpan                            | Cucuteni aprox. 4.500- 3.500 ani                   | Gh. Zup 1955                                    | 47°55′54″N 26°20′20″E / 47.93159°N 26.33891°E | Încărcați imagine | Raportați eroare |
| 39140.04.02                              | Situl arheologic de la Horlăceni - La Talpan / ansamblu anonim (Categorie: locuire civilă) (Tip: așezare deschisă)                          | sat Horlăceni, comuna Șendriceni         | La Talpan                            | getică aprox. 650-450/300 ani                      | Gh. Zup 1955                                    | 47°55′54″N 26°20′20″E / 47.93159°N 26.33891°E | Încărcați imagine | Raportați eroare |
| 38394.06.01                              | Movila de la Horia - În Hotar cu Horia / ansamblu anonim (Categorie: descoperire funerară) (Tip: așezare deschisă)                          | sat Horia, comuna Mitoc                  | În Hotar cu Horia                    | Cucuteni - A                                       | M. Brudiu 1977-1979                             | 48°07′36″N 26°58′15″E / 48.12675°N 26.97072°E | Încărcați imagine | Raportați eroare |
| 37075.02.01                              | Movila Ciritei de la Hulub / ansamblu anonim (Categorie: descoperire funerară) (Tip: movila)                                                | sat Hulub, comuna Dângeni                | Movila Ciritei                       |                                                    | O.L. Șovan 2009                                 | 47°48′39″N 26°57′02″E / 47.81084°N 26.95045°E | Încărcați imagine | Raportați eroare |
| 37075.03.01                              | Movila de la Hulub-Dealul Hârtopului / ansamblu anonim (Categorie: descoperire funerară) (Tip: movila)                                      | sat Hulub, comuna Dângeni                | Dealul Hârtopului                    |                                                    | O.L. Șovan 2009                                 | 47°49′20″N 26°56′47″E / 47.82211°N 26.94652°E | Încărcați imagine | Raportați eroare |
| 37075.04.01                              | Movila de la Hulub-La Drenuri / ansamblu anonim (Categorie: descoperire funerară) (Tip: movila)                                             | sat Hulub, comuna Dângeni                | La Drenuri                           |                                                    | O.L. Șovan 2009                                 | 47°49′42″N 26°56′54″E / 47.82847°N 26.94844°E | Încărcați imagine | Raportați eroare |
| 37556.09.01                              | Așezarea Cucuteni de la Havârna - Dealul Săliștea / ansamblu anonim (Categorie: descoperire funerară) (Tip: așezare)                        | sat Havârna, comuna Havârna              | Dealul Săliștea                      | Cucuteni - A-B                                     | prof. T. Iftimie 1975                           | 48°02′58″N 26°36′56″E / 48.04951°N 26.61569°E | Încărcați imagine | Raportați eroare |
| 37556.10.01                              | Movila de la Havârna - Gugui / ansamblu anonim (Categorie: descoperire funerară) (Tip: Movilă)                                              | sat Havârna, comuna Havârna              | Movila Gugui                         |                                                    | A. Păunescu, P. Șadurschi, V. Chirica 1973      | 48°03′43″N 26°35′04″E / 48.06203°N 26.58457°E | Încărcați imagine | Raportați eroare |
| 37556.11.01                              | Movila de la Havârna - La Usturoi / ansamblu anonim (Categorie: descoperire funerară) (Tip: Movilă)                                         | sat Havârna, comuna Havârna              | Movila La Usturoi                    |                                                    | O. L. Șovan 2009                                | 48°02′29″N 26°34′14″E / 48.0415°N 26.57057°E  | Încărcați imagine | Raportați eroare |
| 37556.12.01                              | Movila de la Havârna - La Belșug / ansamblu anonim (Categorie: descoperire funerară) (Tip: Movilă)                                          | sat Havârna, comuna Havârna              | Movila La Belșug                     |                                                    | A. Păunescu, P. Șadurschi, V. Chirica 1973      | 48°01′19″N 26°38′19″E / 48.02197°N 26.6387°E  | Încărcați imagine | Raportați eroare |
| 37556.13.01                              | Movila Havârna de la Havârna / ansamblu anonim (Categorie: descoperire funerară) (Tip: Movilă)                                              | sat Havârna, comuna Havârna              | Movila Havârna                       |                                                    | O. L. Șovan 2009                                | 48°03′36″N 26°37′52″E / 48.06007°N 26.63101°E | Încărcați imagine | Raportați eroare |
| 37556.14.01                              | Movila din Dealul Ochiului de la Havârna / ansamblu anonim (Categorie: descoperire funerară) (Tip: Movilă)                                  | sat Havârna, comuna Havârna              | Movila din Dealul Ochiului           |                                                    | O. L. Șovan 2009                                | 48°04′47″N 26°37′04″E / 48.07964°N 26.61764°E | Încărcați imagine | Raportați eroare |
| 37556.15.01                              | Movila de la Havârna - Dealul Cucirianului / ansamblu anonim (Categorie: descoperire funerară) (Tip: Movilă)                                | sat Havârna, comuna Havârna              | Movila din Dealul Cucirianului       |                                                    | O. L. Șovan 2009                                | 48°03′15″N 26°34′28″E / 48.05416°N 26.57452°E | Încărcați imagine | Raportați eroare |
| 37556.16.01                              | Movila din Dealul Pescăriei de la Havârna / ansamblu anonim (Categorie: descoperire funerară) (Tip: Movilă)                                 | sat Havârna, comuna Havârna              | Dealul Pescăriei                     |                                                    | O.L. Șovan 2009                                 | 48°02′29″N 26°36′47″E / 48.04137°N 26.61317°E | Încărcați imagine | Raportați eroare |
| 37556.17.01                              | Movila de la Havârna - Dealul Țărinca / ansamblu anonim (Categorie: descoperire funerară) (Tip: Movilă)                                     | sat Havârna, comuna Havârna              | Dealul Țărinca                       |                                                    | O.L. Șovan 2009                                 | 48°03′08″N 26°37′02″E / 48.0521°N 26.61729°E  | Încărcați imagine | Raportați eroare |
| 37556.18.01                              | Așezarea Cucuteni de la Havârna - Valea Țiganului / ansamblu anonim (Categorie: locuire) (Tip: așezare)                                     | sat Havârna, comuna Havârna              | Valea Țiganului                      | Cucuteni - A-B                                     | A. Păunescu, P. Șadurschi, V. Chirica 1973      | 48°03′24″N 26°37′56″E / 48.05666°N 26.63214°E | Încărcați imagine | Raportați eroare |
| 37681.04.01                              | Movila Burtoasă de la Hilișeu-Horia / ansamblu anonim (Categorie: descoperire funerară) (Tip: Movilă)                                       | sat Hilișeu-Horia, comuna Hilișeu-Horia  | Movila Burtoasă                      |                                                    | N. Zaharia 1954                                 | 47°59′41″N 26°19′29″E / 47.99471°N 26.32462°E | Încărcați imagine | Raportați eroare |
| 37681.05.01                              | Movila Pietrosul de la Hilișeu-Horia / ansamblu anonim (Categorie: descoperire funerară) (Tip: Movilă)                                      | sat Hilișeu-Horia, comuna Hilișeu-Horia  | Movila Pietrosul                     |                                                    | O. L. Șovan 2009                                | 47°59′53″N 26°19′26″E / 47.99804°N 26.32397°E | Încărcați imagine | Raportați eroare |
| 37681.06.01                              | Movila din Pădurea Hilișeu de la Hilișeu-Horia / ansamblu anonim (Categorie: descoperire funerară) (Tip: Movilă)                            | sat Hilișeu-Horia, comuna Hilișeu-Horia  | Movila din Pădurea Hilișeu           |                                                    | O. L. Șovan 2009                                | 47°59′28″N 26°16′45″E / 47.99123°N 26.27924°E | Încărcați imagine | Raportați eroare |
| 37707.01.01                              | Movilă la Hilișeu-Cloșca - La Cruce / ansamblu anonim (Categorie: descoperire funerară) (Tip: Movilă)                                       | sat Hilișeu-Cloșca, comuna Hilișeu-Horia | La Cruce                             |                                                    | O. L. Șovan 2009                                | 48°00′12″N 26°22′50″E / 48.00322°N 26.38046°E | Încărcați imagine | Raportați eroare |
| 37743.07.01                              | Movila Cobiceni de la Hlipiceni / ansamblu anonim (Categorie: descoperire funerară) (Tip: Movilă)                                           | sat Hlipiceni, comuna Hlipiceni          | Movila Cobiceni                      |                                                    | A. Păunescu, P. Șadurschi, V. Chirica 1973-1974 | 47°34′42″N 27°09′10″E / 47.57837°N 27.15285°E | Încărcați imagine | Raportați eroare |
| 37743.08.01                              | Movila din Dealul Cobicenilor de la Hlipiceni / ansamblu anonim (Categorie: descoperire funerară) (Tip: Movilă)                             | sat Hlipiceni, comuna Hlipiceni          | Movila din Dealul Cobicenilor        |                                                    | O.L. Șovan 2009                                 | 47°34′30″N 27°09′24″E / 47.57497°N 27.15666°E | Încărcați imagine | Raportați eroare |
| 37789.06.01                              | Movila Lupeni Nord de la Hudești / ansamblu anonim (Categorie: descoperire funerară) (Tip: Movilă)                                          | sat Hudești, comuna Hudești              | Movila Lupeni Nord                   |                                                    | O. L. Șovan 2009                                | 48°10′46″N 26°31′08″E / 48.17934°N 26.51881°E | Încărcați imagine | Raportați eroare |
| 37789.07.01                              | Movila din Hârtopul din Cuzoaia de la Hudești / ansamblu anonim (Categorie: descoperire funerară) (Tip: Movilă)                             | sat Hudești, comuna Hudești              | Movila din Hârtopul din Cuzoaia      |                                                    | O. L. Șovan 2009                                | 48°07′00″N 26°37′16″E / 48.1167°N 26.62108°E  | Încărcați imagine | Raportați eroare |
| 37789.08.01                              | Movila de la Hudești - Iazul Calul Alb / ansamblu anonim (Categorie: descoperire funerară) (Tip: Movilă)                                    | sat Hudești, comuna Hudești              | Movila de la Iazul Calul Alb         |                                                    | O. L. Șovan 2009                                | 48°07′10″N 26°33′28″E / 48.11945°N 26.55779°E | Încărcați imagine | Raportați eroare |
| 37789.09.01                              | Movilă la Hudești - Dealul Țiganului / ansamblu anonim (Categorie: descoperire funerară) (Tip: Movilă)                                      | sat Hudești, comuna Hudești              | Dealul Țiganului                     |                                                    | O. L. Șovan 2009                                | 48°07′11″N 26°34′52″E / 48.11959°N 26.58124°E | Încărcați imagine | Raportați eroare |
| 37627.06.01                              | Așezarea paleolitică de la Hănești - Ponoare Stoica / ansamblu anonim (Categorie: locuire) (Tip: așezare deschisă)                          | sat Hănești, comuna Hănești              | Ponoare Stoica                       |                                                    | V. Diaconu 2008-2009                            | 47°53′47″N 26°59′11″E / 47.8965°N 26.98651°E  | Încărcați imagine | Raportați eroare |
| 37627.02.01                              | Așezarea paleolitică de la Hănești - La Bașeu / ansamblu anonim (Categorie: locuire) (Tip: așezare deschisă)                                | sat Hănești, comuna Hănești              | La Bașeu                             |                                                    | V. Diaconu 2008-2009                            | 47°53′37″N 26°59′51″E / 47.89359°N 26.99748°E | Încărcați imagine | Raportați eroare |
| 37627.01.01                              | Situl arheologic de la Hănești - Râpa Țurcanului / ansamblu anonim (Categorie: locuire) (Tip: Așezare)                                      | sat Hănești, comuna Hănești              | Râpa Țurcanului                      | Noua aprox. 1500/1400-1150 ani                     | Vasile Diaconu 2004                             | 47°54′22″N 26°58′14″E / 47.90619°N 26.97068°E | Încărcați imagine | Raportați eroare |
| 37627.01.02                              | Situl arheologic de la Hănești - Râpa Țurcanului / ansamblu anonim (Categorie: locuire) (Tip: Așezare)                                      | sat Hănești, comuna Hănești              | Râpa Țurcanului                      | Corlăteni - Chișinău aprox. 1.200-800 ani          | Vasile Diaconu 2004                             | 47°54′22″N 26°58′14″E / 47.90619°N 26.97068°E | Încărcați imagine | Raportați eroare |
| 38394.04.01                              | Movila din Dealul Sărăturii de la Horia / ansamblu anonim (Categorie: descoperire funerară) (Tip: Movilă)                                   | sat Horia, comuna Mitoc                  | Movila din Dealul Sărăturii          |                                                    | A. Păunescu, P. Șadurschi, V. Chirica 1973      | 48°06′48″N 26°57′57″E / 48.1132°N 26.96585°E  | Încărcați imagine | Raportați eroare |
| 38394.05.01                              | Movila de la Horia - Coada Stâncii / ansamblu anonim (Categorie: descoperire funerară) (Tip: Movilă)                                        | sat Horia, comuna Mitoc                  | Movila din Coada Stâncii             |                                                    | O. L. Șovan 2009                                | 48°07′18″N 26°59′37″E / 48.12177°N 26.9935°E  | Încărcați imagine | Raportați eroare |
| 38526.07.01                              | Situl arheologic de la Horodiștea - Dealul Păltiniș / ansamblu anonim (Categorie: locuire) (Tip: așezare deschisă)                          | sat Horodiștea, comuna Păltiniș          | Dealul Păltiniș                      | Daci liberi sec. II-III                            | N. Zaharia și Em. Zaharia 1966                  | 48°13′02″N 26°42′35″E / 48.21722°N 26.70967°E | Încărcați imagine | Raportați eroare |
| 38526.07.02                              | Situl arheologic de la Horodiștea - Dealul Păltiniș / ansamblu anonim (Categorie: locuire) (Tip: așezare)                                   | sat Horodiștea, comuna Păltiniș          | Dealul Păltiniș                      | Sântana de Mureș - Cerneahov sec. IV-V             | N. Zaharia și Em. Zaharia 1966                  | 48°13′02″N 26°42′35″E / 48.21722°N 26.70967°E | Încărcați imagine | Raportați eroare |
| 38526.08.01                              | Așezarea Cucuteni de la Horodiștea - Lungul Vântului / ansamblu anonim (Categorie: locuire) (Tip: așezare)                                  | sat Horodiștea, comuna Păltiniș          | Lungul Vântului                      | Cucuteni aprox. 4.500- 3.500 ani                   | prof. I. Dănilă 1974                            | 48°13′58″N 26°45′02″E / 48.23277°N 26.75067°E | Încărcați imagine | Raportați eroare |
| 37075.01.01                              | Așezarea eneolitică de la Hulub-Dealul Strahotin / ansamblu anonim (Categorie: așezare) (Tip: așezare deschisă)                             | sat Hulub, comuna Dângeni                | Dealul Strahotin                     | Cucuteni aprox. 4.500- 3.500 ani                   | N. Zaharia 1954                                 | 47°50′04″N 26°57′31″E / 47.83443°N 26.95872°E | Încărcați imagine | Raportați eroare |
| 37075.05.01                              | Movila de la Hulub-Via lui Romănău / ansamblu anonim (Categorie: descoperire funerară) (Tip: Movilă)                                        | sat Hulub, comuna Dângeni                | Via lui Romănău                      |                                                    | O.L. Șovan 2009                                 | 47°49′05″N 26°55′08″E / 47.81795°N 26.91898°E | Încărcați imagine | Raportați eroare |
| 37075.06.01                              | Movila de la Hulub-La Via lui Ștefan / ansamblu anonim (Categorie: descoperire funerară) (Tip: Movilă)                                      | sat Hulub, comuna Dângeni                | La Via lui Ștefan                    |                                                    | O.L. Șovan 2009                                 | 47°48′25″N 26°58′23″E / 47.807°N 26.97307°E   | Încărcați imagine | Raportați eroare |
| 37556.19.01                              | Movila de la Havârna - Pădurea Rediului / ansamblu anonim (Categorie: descoperire funerară) (Tip: Movilă)                                   | sat Havârna, comuna Havârna              | Movila din Pădurea Rediului          |                                                    | O. L. Șovan 2009                                | 48°02′09″N 26°34′23″E / 48.03575°N 26.57307°E | Încărcați imagine | Raportați eroare |
| 37556.20.01                              | Movila din Dealul Odăii I (Cuzoaia) de la Havârna / ansamblu anonim (Categorie: descoperire funerară) (Tip: Movilă)                         | sat Havârna, comuna Havârna              | Movila din Dealul Odăii I (Cuzoaia)  |                                                    | O. L. Șovan 2009                                | 48°06′19″N 26°38′38″E / 48.10534°N 26.64391°E | Încărcați imagine | Raportați eroare |
| 37556.21.01                              | Movila din Dealul Odăii II (Cuzoaia) de la Havârna / ansamblu anonim (Categorie: descoperire funerară) (Tip: Movilă)                        | sat Havârna, comuna Havârna              | Movila din Dealul Odăii II (Cuzoaia) |                                                    | O. L. Șovan 2009                                | 48°06′20″N 26°38′33″E / 48.10544°N 26.64237°E | Încărcați imagine | Raportați eroare |
| 37556.22.01                              | Movila din Dealul Cuzoaia II de la Havârna / ansamblu anonim (Categorie: descoperire funerară) (Tip: Movilă)                                | sat Havârna, comuna Havârna              | Movila din Dealul Cuzoaia II         |                                                    | O. L. Șovan 2009                                | 48°06′30″N 26°38′11″E / 48.10826°N 26.63627°E | Încărcați imagine | Raportați eroare |
| 37556.23.01                              | Movila din Dealul Cuzoaia III de la Havârna / ansamblu anonim (Categorie: descoperire funerară) (Tip: Movilă)                               | sat Havârna, comuna Havârna              | Movila din Dealul Cuzoaia III        |                                                    | O. L. Șovan 2009                                | 48°06′43″N 26°37′51″E / 48.11193°N 26.63073°E | Încărcați imagine | Raportați eroare |
| 37707.02.01                              | Situl arheologic de la Hilișeu-Cloșca - Dealul Urlei / ansamblu anonim (Categorie: locuire) (Tip: așezare deschisă)                         | sat Hilișeu-Cloșca, comuna Hilișeu-Horia | Dealul Urlei                         | Cucuteni - A, A-B și B                             | I. Nestor și colab. 1952                        | 48°00′12″N 26°21′59″E / 48.00347°N 26.36627°E | Încărcați imagine | Raportați eroare |
| 37707.02.02                              | Situl arheologic de la Hilișeu-Cloșca - Dealul Urlei / ansamblu anonim (Categorie: locuire) (Tip: așezare deschisă)                         | sat Hilișeu-Cloșca, comuna Hilișeu-Horia | Dealul Urlei                         | Horodiștea-Gordinești aprox.3.500-2.500 ani        | I. Nestor și colab. 1952                        | 48°00′12″N 26°21′59″E / 48.00347°N 26.36627°E | Încărcați imagine | Raportați eroare |
| 37707.02.03                              | Situl arheologic de la Hilișeu-Cloșca - Dealul Urlei / ansamblu anonim (Categorie: locuire) (Tip: așezare deschisă)                         | sat Hilișeu-Cloșca, comuna Hilișeu-Horia | Dealul Urlei                         | Noua aprox. 1500/1400-1150 ani                     | I. Nestor și colab. 1952                        | 48°00′12″N 26°21′59″E / 48.00347°N 26.36627°E | Încărcați imagine | Raportați eroare |
| 38394.07.01                              | Movila Bodron I de la Horia / ansamblu anonim (Categorie: descoperire funerară) (Tip: Movilă)                                               | sat Horia, comuna Mitoc                  | Movila Bodron I                      |                                                    | A. Păunescu, P. Șadurschi, V. Chirica 1973-1974 | 48°05′51″N 26°55′00″E / 48.09744°N 26.91661°E | Încărcați imagine | Raportați eroare |
| 38394.08.01                              | Movila Bodron II de la Horia / ansamblu anonim (Categorie: descoperire funerară) (Tip: Movilă)                                              | sat Horia, comuna Mitoc                  | Movila Bodron II                     |                                                    | A. Păunescu, P. Șadurschi, V. Chirica 1973      | 48°05′49″N 26°55′16″E / 48.09695°N 26.92114°E | Încărcați imagine | Raportați eroare |
| 38394.09.01                              | Movila Bodron III de la Horia / ansamblu anonim (Categorie: descoperire funerară) (Tip: Movilă)                                             | sat Horia, comuna Mitoc                  | Movila Bodron III                    |                                                    | A. Păunescu, P. Șadurschi, V. Chirica 1973-1974 | 48°05′46″N 26°55′26″E / 48.0962°N 26.92382°E  | Încărcați imagine | Raportați eroare |
| 38394.10.01                              | Situl arheologic de la Horia - Bodron / ansamblu anonim (Categorie: locuire) (Tip: așezare deschisă)                                        | sat Horia, comuna Mitoc                  | Bodron                               | Aurignacian                                        | T. Malec 1954                                   | 48°06′07″N 26°55′38″E / 48.10185°N 26.92731°E | Încărcați imagine | Raportați eroare |
| 38394.10.02                              | Situl arheologic de la Horia - Bodron / ansamblu anonim (Categorie: locuire) (Tip: Așezare deschisă)                                        | sat Horia, comuna Mitoc                  | Bodron                               | Cucuteni - A și A-B                                | T. Malec 1954                                   | 48°06′07″N 26°55′38″E / 48.10185°N 26.92731°E | Încărcați imagine | Raportați eroare |
| 38394.10.03                              | Situl arheologic de la Horia - Bodron / ansamblu anonim (Categorie: locuire) (Tip: Așezare deschisă)                                        | sat Horia, comuna Mitoc                  | Bodron                               |                                                    | T. Malec 1954                                   | 48°06′07″N 26°55′38″E / 48.10185°N 26.92731°E | Încărcați imagine | Raportați eroare |
| 39140.06.01                              | Movila Masca de la Horlăceni / ansamblu anonim (Categorie: descoperire funerară) (Tip: Movilă)                                              | sat Horlăceni, comuna Șendriceni         | Movila Masca                         |                                                    | O.L. Șovan 2009                                 | 47°54′56″N 26°17′55″E / 47.9156°N 26.2987°E   | Încărcați imagine | Raportați eroare |
| 39765.01.01                              | Situl arheologic de la Hrișcani - Stânca Stearpă / ansamblu anonim (Categorie: locuire) (Tip: Așezare deschisă)                             | sat Hrișcani, comuna Vlădeni             | Stânca Stearpă                       |                                                    | A. Păunescu, P. Șadurschi, V. Chirica 1974      | 47°45′03″N 26°32′05″E / 47.75073°N 26.53472°E | Încărcați imagine | Raportați eroare |
| 39765.01.02                              | Situl arheologic de la Hrișcani - Stânca Stearpă / ansamblu anonim (Categorie: locuire) (Tip: Așezare deschisă)                             | sat Hrișcani, comuna Vlădeni             | Stânca Stearpă                       |                                                    | A. Păunescu, P. Șadurschi, V. Chirica 1974      | 47°45′03″N 26°32′05″E / 47.75073°N 26.53472°E | Încărcați imagine | Raportați eroare |